# No Friends But the Mountains
...No Friend But the Mountains: Writing from Manus Prison är en självbiografisk memoarbok av den kurdiske journalisten, poeten och filmproducenten Behrouz Boochani, vilken han skrev på sin mobiltelefon då han satt fängslad  på Manus Island. Boochani beskriver i boken hur han hamnade i fängelset och hur fängelset systematiskt avhumaniserar och torterar fångarna. Boken har fått uppmärksamhet genom Victorian Premier's Prize for Nonfiction och även genom omnämnande som en 2018 års bästa böcker i "The Age"